# Ишимово (Ишимбайский район)
Ишимово (баш. Ишем, учитвалось также как Калмаково) — деревня в Ишимбайском районе Башкортостана, входит в состав Петровского сельсовета.
Почтовый индекс — 453230, код ОКАТО — 80231855004.

## Население
По IV ревизии 1783 г. (д. 55) в Ишимово  насчитывалось 1011 тептярей. В 1859 г. их количество сокращается до 399 человек при 60 дворах. В 1906 г. — 231 чел. Перепись 1920 г. показала 231 тептяря и 52 дома. В 1939 — 351 чел., в 1959 — 295, в 1989 — 157, в 2002 — 106, в 2010 — 89.
| 2002 | 2009 | 2010 |
| ---- | ---- | ---- |
| 106  | ↗132 | ↘89  |

Национальный состав
Ранее заселяли тептяри. В 1834 году учтены бобыли.
Согласно переписи 2002 года, преобладающая национальность — башкиры (92 %).

## Происхождение названия
Происходит от башкирского антропонима Ишем

## История
Основана тептярями на вотчинных землях башкир Юрматынской волости Ногайской дороги по договору 1778 года о припуске.
Затем припуск тептярей на тех же условиях повторился в 1803 г., тем самым заселилась новая группа тептярей.  

## Географическое положение
Расположена на р.Зиган.
Расстояние до:
- районного центра (Ишимбай): 46 км,
- центра сельсовета (Петровское): 11 км,
- ближайшей ж/д станции (Стерлитамак): 42 км.

## Инфраструктура
В 1906 году действовала мечеть.
Ишимовская начальная школа